# 吴在渊
吴在渊（1884年—1935年），男，江苏武进人，中国数学家、数学教育家，曾任大同大学数学系教授。编有《近世初等代数学》、《近世初等几何学》等教材。